# Конгиариум
Congiarium (congiarium, congiary; congius; мн.ч.: congiarien, congiary; лат.: = помощ, подарък) първоначално е помощ за народа под формата на зърнени продукти, вино, сол, олио, пари или зрелища в Древен Рим.
Думата идва от мерната единица congius (3,20 литра) и първо е натурална, после и парична помощ на императора и богатите римляни на народа, по случай празници. Това е доброволна помощ, без да се иска нещо обратно.
Паричните раздавания на войниците са се наричали „донатив“ (donаtivum).
На един релеф на Константиновата арка се показва даването на парична помощ от император Константин.
Също и на много антични римски монети се показва тази тема, с което конгиариумът се нарича и liberalitas (= готовност да дадеш, без да си задължен).